# Henri II de Castres
Henri II de Castres est évêque de Verdun de 1181 à 1186.

## Biographie
Henri est archidiacre de l'église Saint-Lambert de Liège quand son prédécesseur à l'évêché de Verdun, Arnoul de Chiny, est tué d'une flêche en pleine tête à la bataille de Sainte-Menehould. C'est avec le soutien de l'empereur Frédéric Barberousse et dans un contexte schismatique contre le pape Alexandre III que Henri est sacré à Verdun en 1181. 
En 1186, il est contraint de se démettre de son évêché par Folmar de Carden (en), archevêque de Trèves et légat du Saint-Siège. En échange de sa démission, il est absous par les autorités religieuses et remis en possession de ses bénéfices antérieurs à Liège. Il se retire dans cette ville où il meurt quelque temps plus tard.